# US-amerikanische Nationalmannschaft bei der Internationalen Sechstagefahrt

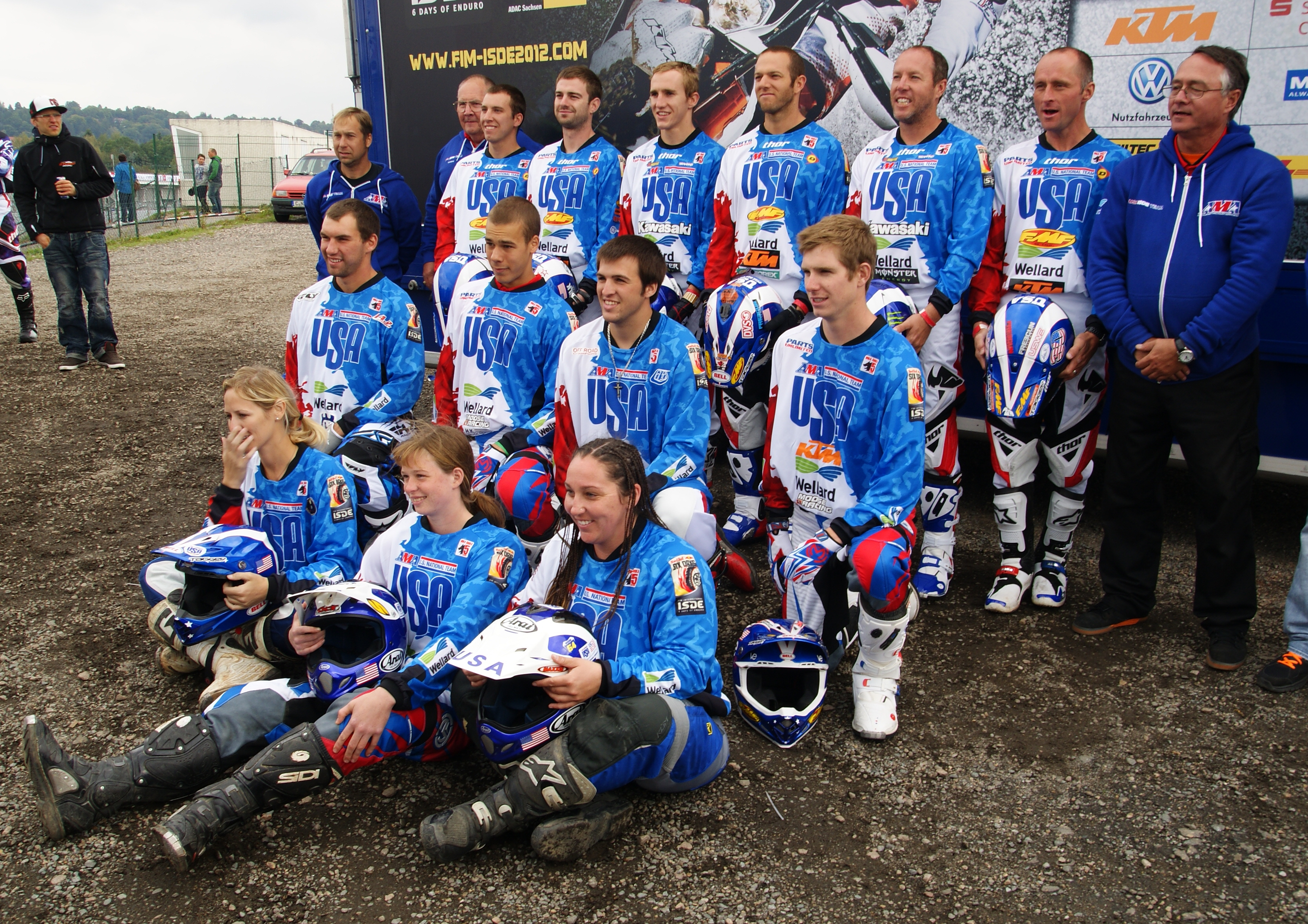
Die US-amerikanischen Nationalmannschaften bei der 87. Internationalen Sechstagefahrt

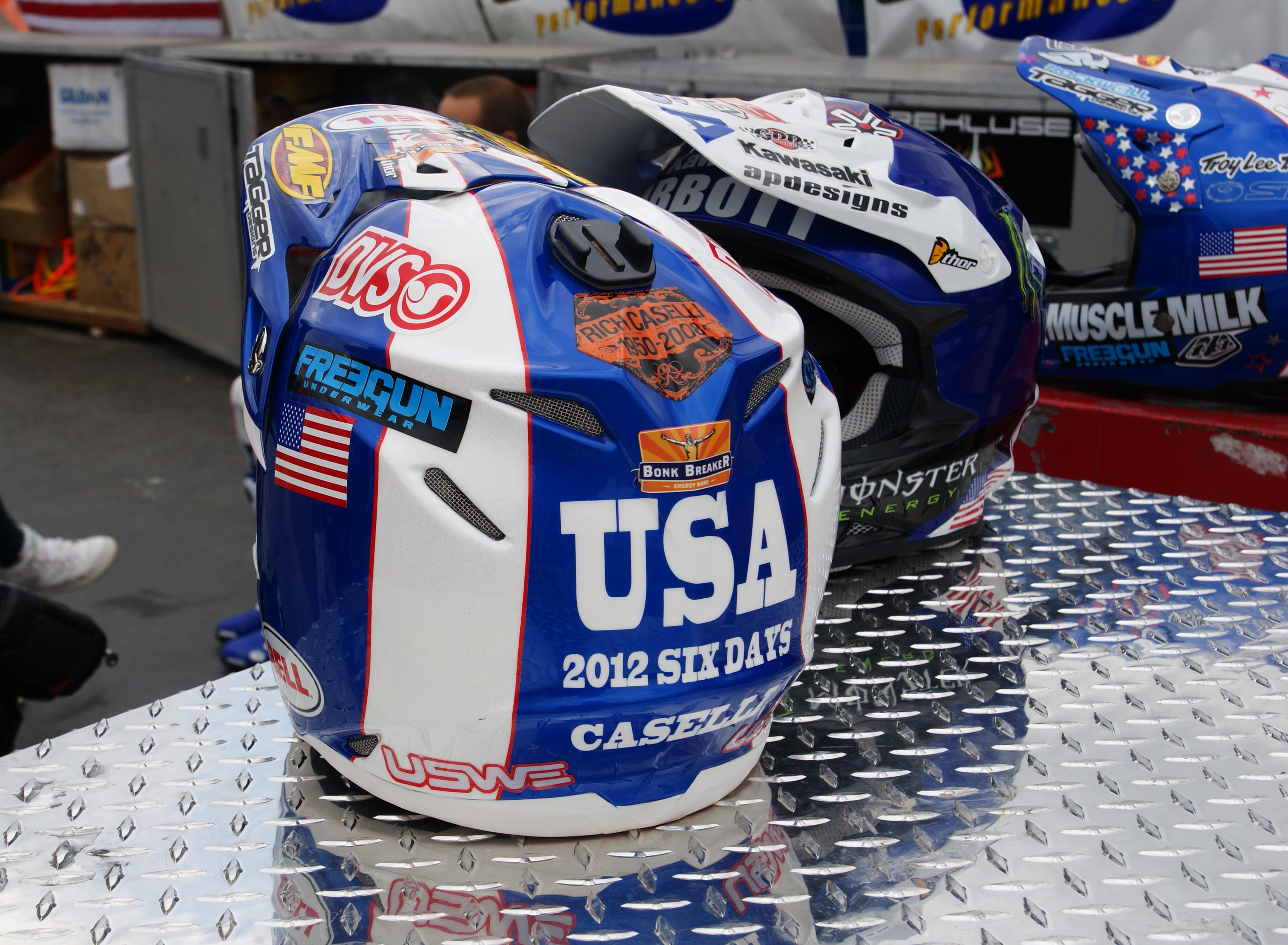
Beispiel für das markante Helmdesign der US-amerikanischen Nationalmannschaften

Die US-amerikanischen Nationalmannschaften bei der Internationalen Sechstagefahrt sind eine Auswahl von amerikanischen Fahrern und Fahrerinnen für die Nationenwertungen dieses Wettbewerbes.
Entsprechend der Regelungen für die Sechstagefahrt werden Nationalmannschaften für die Wertung um Trophy (heute World Trophy), die Silbervase (heute Junior World Trophy) und die Women's Trophy zugelassen. Der Umfang der Mannschaften und die Regularien für die Teilnahme änderte sich mehrmals im Laufe der Zeit.
1964 nahm bei der Internationalen Sechstagefahrt in Erfurt erstmals mit einem Silbervase-Team eine Nationalmannschaft aus den Vereinigten Staaten teil. Mit Steve McQueen war die Mannschaft prominent besetzt.
1973, 1991 und 2006 konnte das Silbervase- bzw. Junior-Trophy-Team den Wettbewerb gewinnen. 2007 konnte das Frauen-Team den erstmals ausgetragenen Wettbewerb um die Women's Trophy gewinnen. 2016 gelang erstmals ein Sieg im Wettbewerb um die World Trophy.
Das amerikanische Team ist vor allem an ihrem markanten Helmdesign erkennbar. Der blaue Helm wird durch zwei nach ausführenden Streifen, ähnlich einem Skunk, markiert.
Die Liste erhebt keinen Anspruch auf Vollständigkeit.

## 1964–2006
| Jahr | Trophy/World Trophy | Silbervase |
| ---- | --- | --- |
| 1964 | keine Teilnahme | 16. (A-Mannschaft): Dave Ekins (Triumph 500) James Sherwin Ekins (Triumph 500) Steve McQueen (Triumph 750) Clifford Coleman (Triumph 750) |
| 1964 | keine Teilnahme | 19. (B-Mannschaft): W. Stewart (ČZ 175) P. Hunt (ČZ 250) St. Peters (Jawa 250) J. Smith (ČZ 250)                                          |
| 1965 | keine Teilnahme | 18. (A-Mannschaft): Dave Ekins (Triumph) Bud Ekins (Triumph) John Steen (Triumph) Clifford Coleman (Triumph)                              |
| 1965 | keine Teilnahme | 21. (B-Mannschaft): |
| 1966 | keine Teilnahme | 13. James Sherwin Ekins (Maico 500) Charles F. Hochderffer (Maico 500) J. Krizman (Maico 350) Dave L. Ekins (Maico 350)                   |
| 1967 | keine Teilnahme | 14. James Sherwin Ekins (Husqvarna 500) Malcolm Smith (Husqvarna 250) John Penton (Husqvarna 500) Leroy Winters (Husqvarna 250)           |
| 1968 | keine Teilnahme | 14. (A-Mannschaft): Robert Arison (Hercules 125) Bob Ewing (Sachs 123) James Camaret (Sachs 123) Don Vatkins (Hercules 97)                |
| 1968 | keine Teilnahme | 10. (B-Mannschaft): Tom Penton (Penton KTM 125) Dave Mungenast (Penton 125) John Penton (Penton KTM 125) Leroy Winters (Penton KTM 100)   |
| 1969 | keine Teilnahme | 10. (A-Mannschaft): Malcolm Smith (Husqvarna 250) Mike Patrick (MZ 250) Charles F. Hochderffer (Hercules 125) Dave Ekins (Zündapp 125)    |
| 1969 | keine Teilnahme | 9. (B-Mannschaft): John Penton (KTM-Penton 125) Bud Green (KTM-Penton 125) Dave Mungenast (Penton 125) Leroy Winters (KTM-Penton 100)     |
| 1970 | 8. Ron Bohn (Husqvarna 500) Malcolm Smith (Husqvarna 250) John Penton (Husqvarna 350) Mike Patrick (Husqvarna 350) Dave Mungenast (Husqvarna 500) James Martino (Husqvarna 500)  | 5. (A-Mannschaft): Jeff Penton (Penton 125) Tom Penton (Penton 125) Jack Penton (Penton 125) Doug Wilford (Penton 125)                    |
| 1970 | 8. Ron Bohn (Husqvarna 500) Malcolm Smith (Husqvarna 250) John Penton (Husqvarna 350) Mike Patrick (Husqvarna 350) Dave Mungenast (Husqvarna 500) James Martino (Husqvarna 500)  | 18. (B-Mannschaft): Billy Uhl (Puch 175) Dave Ekins (Puch 175)                                                                            |
| 1971 | 4. Jack Penton (Penton 100) Gene Cannady (Penton 125) Tom Penton (Penton 125) Lars Larsson (Penton 175) John Penton (Penton 175) Dick Burleson (Penton 175)                      | 10. (A-Mannschaft): Jack Lehto (Husqvarna 250) Ron Bohn (Husqvarna 250) Malcolm Smith (Husqvarna 250) J. N. Roberts (Husqvarna 250)       |
| 1971 | 4. Jack Penton (Penton 100) Gene Cannady (Penton 125) Tom Penton (Penton 125) Lars Larsson (Penton 175) John Penton (Penton 175) Dick Burleson (Penton 175)                      | 21. (B-Mannschaft): Jerry Pacholke (Puch 175) Preston Petty (Puch 175) Billy Uhl (Puch 175) Steve Hurd (Puch 175)                         |
| 1972 | 6. Carl Cranke (Penton 125) Dane Leimbach (Penton 100) Jeff Penton (Penton 125) Bill Uhl (Penton 125) Jack Penton (Penton 175) Richard Burleson (Penton 175)                     | 21. (A-Mannschaft): Ron Bohn (Husqvarna 175) Ed Schmidt (Husqvarna 125) Jake Fisher (Husqvarna 175) J. Heinegger (Monark 125)             |
| 1972 | 6. Carl Cranke (Penton 125) Dane Leimbach (Penton 100) Jeff Penton (Penton 125) Bill Uhl (Penton 125) Jack Penton (Penton 175) Richard Burleson (Penton 175)                     | 12. (B-Mannschaft): Tom Clark (Puch 175) Jerry Pacholke (Puch 125) B. Grodzinski (Puch 125) Lars Larsson (Puch 175)                       |
| 1973 | 5. Tom Penton (Penton 125) Jack Penton (Penton 350) Jeff Penton (Penton 175) Carl Cranke (Penton 250) Dane Leimbach (Penton 100) Bill Uhl (Penton 100)                           | 1. (A-Mannschaft): Richard Burleson (Husqvarna 175) Malcolm Smith (Husqvarna 250) Ed Schmidt (Husqvarna 1300) Ron Bohn (Husqvarna 350)    |
| 1973 | 5. Tom Penton (Penton 125) Jack Penton (Penton 350) Jeff Penton (Penton 175) Carl Cranke (Penton 250) Dane Leimbach (Penton 100) Bill Uhl (Penton 100)                           | 23. (B-Mannschaft): Tom Clark (Puch 175) Don Stover (Husqvarna 500) Lars Larsson (Kawasaki 500) Jim Hollander (Penton 125)                |
| 1974 | 4. Carl Cranke (Penton 350) Jack Penton (Penton 500) Tom Penton (Penton 175) Joe Barker (Penton 175) Paul Danik (Penton 125) Dane Leimbach (Penton 100)                          | 4. Malcolm Smith (Husqvarna 360) Dave Eames (Husqvarna 504) Richard Burleson (Husqvarna 350) Ed Schmidt (Husqvarna 504)                   |
| 1975 | 6. Eric Jensen (Penton 245) Tom Penton (Penton 245) Jack Penton (Penton 245) Carl Cranke (Penton 346) Dan Young (Penton 171) Dane Leimbach (Penton 171)                          | 4. Charlie Vincent (Ossa 252) Don Cutler (Ossa 244) Kevin Lavoie (Ossa 252) Max Markowitz (Ossa 244)                                      |
| 1976 | 10. Lars Larsson (KTM 250) Bill Uhl (Hercules 250) Mike Hannon (Bultaco 250) Jim Hollander (Rokon 350) Kevin Lavoie (Penton 500) Gary Younkins (Penton 500)                      | 4. Dane Leimbach (Penton 175) Tom Penton (Penton 250) Jack Penton (Penton 250) Carl Cranke (Penton 350)                                   |
| 1977 | 4. Jeff Hill (Penton 400) Rod Bush (Penton 250) Richard Burleson (Husqvarna 390) Dane Leimbach (Penton 175) Frank Gallo (Penton 400) Kevin Lavoie (Penton 400)                   | 10. John Fero (Yamaha 400) Mike Deyo (Yamaha 250) Larry Thompson (Yamaha 250) Chris Carter (Yamaha 400)                                   |
| 1978 | 5. Rod Bush (KTM 175) Jack Penton (KTM 250) Dane Leimbach (KTM 250) Kevin Lavoie (KTM 350) Jeff Hill (KTM 500) Frank Gallo (KTM 500)                                             | 15. Richard Burleson (Husqvarna 250) Greg Davis (Husqvarna 250) Bob Popiel (Husqvarna 500) Larry Roeseler (Husqvarna 500)                 |
| 1979 | 6. Richard Burleson (Husqvarna 500) Jack Penton (Husqvarna 250) Larry Roeseler (Husqvarna 500) Ted Leimbach (KTM 250) Kevin Lavoie (KTM 350) Frank Gallo (KTM 500)               | 6. Mike Rosso (Suzuki 175) Dave Hulse (Suzuki 175) Drew Smith (Suzuki 250) Jeff Fredette (Suzuki 250)                                     |
| 1980 | 10. Larry Roeseler (Yamaha 500) Richard Burleson (Husqvarna 250) Ed Lojak (Husqvarna 250) Frank Stacy (KTM 250) Frank Gallo (Husqvarna 500) Mike Rosso (Suzuki 175)              | 10. John Ayers (Suzuki 500) Jeff Fredette (Suzuki 250) Kevin Lavoie (Kawasaki 500) Jack Penton (Kawasaki 175)                             |
| 1981 | 4. Mike Rosso (Suzuki 175) Mike Melton (Husqvarna 250) Jeff Fredette (Suzuki 250) Frank Stacy (Suzuki 250) Terry Cunningham (Husqvarna 500) Carl Cranke (KTM 500)                | 5. John Martin (Can-Am 250) Larry Roeseler (Yamaha 500) Frank Gallo (KTM 500) Kevin Lavole (KTM 500)                                      |
| 1982 | 2. Scott Harden Mark Hyde Wally Wilson Terry Cunningham Mike Melton Ed Lojak | 4. Larry Roeseler Chuck Miller Ron Ribolzi Kevin Hines                                                                                    |
| 1983 | 6. Mark Hyde (Husqvarna 125) Ed Lojak (Husqvarna 250) Frank Stacy (Husqvarna 250) Mike Melton (Husqvarna 500) Larry Roeseler (Husqvarna 500) Drew Smith (Honda +500)             | 9. Kevin Brown (Husqvarna 125) Ron Ribolzi (Husqvarna 250) Wally Wilson (Husqvarna 500) Kevin Hines (Husqvarna 500)                       |
| 1984 | 6. Mark Hyde (Husqvarna 125) Fritz Kadlec (Husqvarna 250) Ed Lojak (Husqvarna 250) Kevin Hines (Husqvarna 500) Mike Melton (Husqvarna 500) Larry Roeseler (Husqvarna 500 4T)     | 6. Geoff Ballard (Can-Am 250) Jeff Fredette (Kawasaki 250) Wally Wilson (Husqvarna 500) Drew Smith (Honda 500 4T)                         |
| 1985 | 4. Brian Mull (Husqvarna 125) John Martin (Can-Am 250) Jeff Fredette (Kawasaki 250) Jeff Russell (Husqvarna 250) Geoff Ballard (Can-Am 276) Larry Roeseler (Husqvarna 500 4T)    | ab 1985: Junior World Trophy |
| 1985 | 4. Brian Mull (Husqvarna 125) John Martin (Can-Am 250) Jeff Fredette (Kawasaki 250) Jeff Russell (Husqvarna 250) Geoff Ballard (Can-Am 276) Larry Roeseler (Husqvarna 500 4T)    | 8. Fred Hoess (Husqvarna 250) Randy Hawkins (Husqvarna 250) Ron Naylor (Honda 491) Dave Bertram (Husqvarna 430)                           |
| 1986 | 6. Charles Halcomb (Cagiva 125) Chuck Miller (Honda 250) Geoff Ballard (Can-Am 500) Dave Bertram (Husqvarna 500) Fritz Kadlec (Husqvarna 500) Larry Roeseler (Husqvarna +500 4T) | 13. Randy Hawkins (Husqvarna 250) Kurt Hough (Honda 250) Fred Hoess (Husqvarna 250) Jeff Russell (Husqvarna 500)                          |
| 1987 | 7. Mark Hyde (Husqvarna 125) Jeff Fredette (Kawasaki 250) Larry Roeseler (Kawasaki 250) Kevin Hines (KTM 500) Dave Bertram (Husqvarna 500) Drew Smith (Honda 350 4T)             | 4. Randy Hawkins (Husqvarna 125) Aaron Hough (Husqvarna 125) Kurt Hough (Honda 250) Fred Hoess (Husqvarna 250)                            |
| 1988 | 9. Larry Roeseler (Kawasaki 250) Terry Cunningham (Cagiva 125) Charles Halcomb (Suzuki 250) Kevin Hines (KTM 500) Drew Smith (KTM +500 4T) Dave Bertram (Suzuki 250)             | 11. Randy Hawkins (Suzuki 250) Aaron Hough (Kawasaki 125) Kurt Hough (Kawasaki 250) Fred Hoess (Kawasaki 250)                             |
| 1989 | 6. Larry Roeseler (Kawasaki 80) Terry Cunningham (Kawasaki 125) Jeff Fredette (Kawasaki 125) Kurt Hough (Kawasaki 250) Jeff Russell (Yamaha 250) Dave Bertram (Suzuki 500)       | 7. Aaron Hough (Kawasaki 125) Fred Hoess (Kawasaki 250) Randy Hawkins (Suzuki 500) Todd Herris (Honda 350 4T)                             |
| 1990 | 12. Jimmy Lewis (KTM 125) Jeff Fredette (Kawasaki 125) Kevin Hines (KTM 250) Randy Hawkins (Suzuki 350 4T) Charles Halcomb (Suzuki 350 4T) Dave Bertram (Suzuki 500)             | 4. Steve Hatch (Suzuki 250) Kelby Pepper (Kawasaki 250) Matt Stavish (KTM 250) David Rhodes (Suzuki 350 4T)                               |
| 1991 | 8. Randy Hawkins (Suzuki 125) Kelby Pepper (KTM 250) Kevin Hines (Suzuki 250) Fred Hoess (Husqvarna 500) Dave Bertram (Suzuki 500) Drew Smith (Suzuki 350 4T)                    | 1. Jimmy Lewis (KTM 125) Chris Smith (KTM 250) Steve Hatch (Suzuki 250) David Rhodes (Husaberg 350 4T)                                    |
| 1992 | 12. Randy Hawkins (Suzuki 250) Jimmy Lewis (Kawasaki 125) Jonathan King (Suzuki 125) Rodney Smith (Suzuki 500) Kevin Hines (Husqvarna 350 4T) David Rhodes (Husaberg 350 4T)     | 3. Kelby Pepper (KTM 250) Steve Hatch (Suzuki 250) Danny Hamel (Kawasaki 500) Chris Smith (Husqvarna 500)                                 |
| 1993 | 13. Randy Hawkins (Suzuki 125) Fred Hoess (Husaberg 125) Steve Hatch (Suzuki 250) Rodney Smith (Suzuki 250) David Rhodes (Suzuki 350 4T) Ty Davis (Kawasaki 500)                 | 11. Pat Garrahan (Honda 125) Chris Smith (Suzuki 250) Josh Whitaker (KTM 250) Scott McLaughlin (Honda 250)                                |
| 1994 | 9. Randy Hawkins (Suzuki 125) Rodney Smith (Suzuki 175) Scott Summers (Honda 1300 4T) Guy Cooper (Suzuki 175) Jeff Russell (KTM 350 4T) Ty Davis (Kawasaki 175)                  | 11. Chris Smith (Honda 125) Vincent Davis (Honda 350 4T) Brian Garrahan (Honda 175) Danny Hamel (Kawasaki 175)                            |
| 1995 | 10. Chris Smith (TM 125) Jason Dahners (KTM 175) Steve Hatch (Suzuki 175) Randy Hawkins (Suzuki 175) Rodney Smith (Suzuki 175) Greg Zitterkopf (KTM 500 4T)                      | 9. Patrick Garrahan (Kawasaki 125) Brian Garrahan (Kawasaki 175) Scott McLaughlin (Honda 175) Jim Gray (KTM 350 4T)                       |
| 1996 | 3. Randy Hawkins (Suzuki 125) Ty Davis (Kawasaki 175) Chris Smith (Honda 175) Steve Hatch (Suzuki 175) Rodney Smith (Suzuki 175) Scott Summers (Honda 500)                       | 7. Brian Storrie (Kawasaki 125) Michael Lafferty (KTM 175) Don Knapp (KTM 400) William Hamilton (Husqvarna 400)                           |
| 1997 | 5. Randy Hawkins (Yamaha 125) Chris Smith (TM 125) Ty Davis (Kawasaki 175) Steve Hatch (Suzuki 175) Rodney Smith (Suzuki 175) Scott Summers (Honda +500 4T)                      | 8. Sam Buffa (KTM 125) Michael Lafferty (KTM 175) Scott Stretch (KTM 175) Brian Garrahan (KTM 175)                                        |
| 1998 | 9. Randy Hawkins Destry Abbott Scott Summers Ty Davis Rodney Smith Chris Smith                                                                                                   | 6. Robbie Jenks Brian Garrahan Jason Raines Michael Lafferty                                                                              |
| 1999 | 6. Brian Garrahan (KTM 125) Ty Davis (Yamaha 250) Destry Abbott (Kawasaki 250) Patrick Garrahan (KTM 250) Russ Pearson (KTM 250) Randy Hawkins (Yamaha 400)                      | 13. Brian Brown (KTM 125) Clay Boreing (GasGas 250) Craig Wesner (Kawasaki 250) Nathan Knight (GasGas250)                                 |
| 2000 | 10. Randy Hawkins (Yamaha 400) Destry Abbott (Kawasaki 250) Russ Pearson (Yamaha 250) Fred Hoess (Husqvarna 125) Brian Garrahan (KTM 400) Patrick Garrahan (KTM 500)             | 15. John Beal (Yamaha 125) Kurt Caselli (TM 125) David Pearsson (Yamaha 250) Cody Mastin (KTM 500)                                        |
| 2001 | 6. Brian Garrahan (KTM 400) Patrick Garrahan (KTM 400) David Pearsson (Yamaha 250) Nick Pearsson (Yamaha 250) Russ Pearsson (Yamaha 250) Fred Hoess (Husqvarna 125)              | 11. John Beal (GasGas 125) Craig Wesner (Kawasaki 250) Ben Hale (Yamaha 250) Rob Zimmerman (Yamaha 250)                                   |
| 2002 | 16. Fred Hoess (Husqvarna 125) Tim Taber (KTM 175) Brian Sperle (KTM 175) David Pearson (Kawasaki 175) Ron Schmelzle (Yamaha 175) Greg Gillian (Yamaha 250)                      | 12. Wallace Palmer (Husqvarna 125) Bill Radecky (Kawasaki 125) Jonathan Seehorn (KTM 125) Morgan Crawford (KTM 175)                       |
| 2003 | 7. Mike Kiedrowski (Suzuki 175) Barry Hawk (Yamaha 250) Jasan Raines (Yamaha 175) Ty Davis (Yamaha 175) Rodney Smith (Suzuki 125) Mike Lafferty (KTM 400)                        | 9. David Pearson (Kawasaki 250) Kurt Caselli (KTM 250) Russell Bobbitt (GasGas 250) Wallace Palmer (Suzuki 125)                           |
| 2004 | 11. Fred Hoess (Husqvarna) Tim Taber (KTM) Kurt Caselli (KTM) Jimmy Jarrett (Yamaha) Nathan Kanney (Yamaha) Nick Pearson (KTM)                                                   | 10. Wallace Palmer (Suzuki) Ryan Powell (Yamaha) Paul Neff (GasGas) Cody Mastin (GasGas)                                                  |
| 2005 | 10. Kurt Caselli (KTM) Jimmy Jarrett (GasGas) Fred Hoess (GasGas) Aaron Kopp (KTM) Jason Dahners (KTM) John Barber (GasGas)                                                      | 8. Wally Palmer (GasGas) Russell Bobbitt (KTM) Ryan Powell (KTM) Cody Mastin (GasGas)                                                     |
| 2006 | 10. Jimmy Jarrett (Suzuki 250) Paul Neff (KTM 525) Ron Schmelzle (Yamaha 125) Fred Hoess (GasGas 250) Aaron Kopp (KTM 250) Eric Bailey (GasGas 300)                              | 1. Kurt Caselli (KTM 250) Ricky Dietrick (Kawasaki 250) Russell Bobbitt (KTM 250) David Pearson (KTM 525)                                 |

## Seit 2007
| Jahr | World Trophy | Junior World Trophy                                                                                  | Women's World Trophy                                                                        |
| ---- | --- | --- | ------------------------------------------------------------------------------------------- |
| 2007 | 8. Kurt Caselli (KTM 300) Ron Schmelzle (KTM 250) Rory Sullivan (KTM 450) Jimmy Jarrett (Suzuki 250) Quinn Cody Fred Hoess (GasGas 300)                             | 6. Russell Bobbitt (KTM 250) Cole Kirkpatrick (KTM 250) David Kamo (KTM 530) Ben Smith (KTM 250)     | 1. Nicole Bradford (KTM 250) Amanda Mastin (Yamaha 125) Lacy Jones (GasGas 200)             |
| 2008 | 3. Ricky Dietrich (Kawasaki) Destry Abbott (Kawasaki) James Jarrett (Suzuki) Nathan Woods (Suzuki) Kurt Caselli (KTM) Nathan Kanney (KTM)                           | 12. Ben Smith (Husqvarna) Joe Giordano (KTM) Ryan Powell (Yamaha) David Kamo (KTM)                   | 2. Nicole Bradford (KTM) Amanda Mastin (Yamaha) Maria Forsberg (KTM)                        |
| 2009 | 5. Destry Abbott (Kawasaki 450) Kurt Caselli (KTM 300) Ricky Dietrich (Kawasaki 250) Nathan Kanney (KTM 300) Timmy Weigand (Honda 250) Damon Huffman (Kawasaki 450) | 3. Russell Bobbitt (KTM 250) David Kamo (KTM 530) Jamie Lanza (Kawasaki 250) Cory Buttrick (KTM 250) | 4. Lacy Jones (Kawasaki 250) Amanda Mastin (Yamaha 250) Maria Forsberg (KTM 250)            |
| 2010 | 4. Mike Brown (KTM) Kurt Caselli (KTM) Jimmy Jarrett (Kawasaki) Timmy Weigand (Honda) Destry Abbott (Kawasaki) Nathan Woods (Husaberg)                              | 3. Ian Blythe (KTM) Cory Buttrick (KTM) Nick Fahringer (Husaberg) Taylor Robert (Yamaha)             | 2. Kerrie Swartz (KTM) Nicole Bradford (KTM) Amanda Mastin (Yamaha)                         |
| 2011 | 3. Colton Udall (Honda) Destry Abbott (Kawasaki) Russell Bobbitt (KTM) Jimmy Jarrett (Honda) Kurt Caselli (KTM) Nathan Kanney (KTM)                                 | 4. Ian Blythe (HM-Honda) Cory Buttrick (KTM) Andrew Delong (KTM) Cody Schafer (Kawasaki)             | 5. Nicole Bradford (KTM) Amanda Mastin (Husqvarna) Kerrie Swartz (KTM)                      |
| 2012 | 4. Russell Bobbitt (KTM) Mike Brown (KTM) Kurt Caselli (KTM) Destry Abbott (Kawasaki) Charlie Mullins (KTM) Taylor Robert (Kawasaki)                                | 3. Jesse Groemm (KTM) Travis Coy (KTM) Andrew DeLong (Husqvarna) Thaddeus Duvall (Honda)             | 6. Rachel Gutish (KTM) Amanda Mastin (KTM) Sarah Whitmore (KTM)                             |
| 2013 | 3. Mike Brown (KTM) Kurt Caselli (KTM) Thaddeus Duvall (Honda) Charlie Mullins (KTM) Zachar Osborne (Honda) Taylor Robert (Kawasaki)                                | 4. Kailub Russel (KTM) Jesse Groemm (Yamaha) Grant Baylor (KTM) Andrew DeLong (Husqvarna)            | 5. Rachel Gutish (KTM) Brooke Hodges (KTM) Amanda Mastin (KTM)                              |
| 2014 | 2. Michael Brown (Husqvarna) Thaddeus Duvall (Honda) Charlie Mullins (KTM) Zachary Osborne (Husqvarna) Taylor Robert (KTM) Kailub Russell (KTM)                     | 1. Grant Baylor (KTM) Stuart Baylor (KTM) Trevor Bollinger (Honda) Justin Jones (KTM)                | 3. Sarah Baldwin (KTM) Rachel Gutish (KTM) Amanda Mastin (KTM)                              |
| 2015 | 22. Michael Brown (Husqvarna) Thaddeus Duvall (Husqvarna) Ryan Sipes (Husqvarna) Gary Sutherlin (KTM) Taylor Robert (KTM) Kailub Russell (KTM)                      | 13. Grant Baylor (Yamaha) Stuart Baylor (KTM) Nicholas Davis (Husqvarna) Layne Michael (Honda)       | 5. Rachel Gutish (KTM) Mandi Mastin (KTM) Jamie Wells (KTM)                                 |
| 2016 | 1. Michael Layne (Husqvarna) Thaddeus Duvall (Husqvarna) Taylor Robert (KTM) Kailub Russell (KTM)                                                                   | 2. Trevor Bollinger (Honda) Steward Baylor (KTM) Grant Baylor (Yamaha)                               | 4. Nicole Bradford (KTM) Rachel Gutish (KTM) Tarah Gieger (Honda)                           |
| 2017 | 16. Ryan Sipes (Husqvarna) Kailub Russell (KTM) Thaddeus Duvall (Husqvarna) Taylor Robert (KTM)                                                                     | 3. Joshua Toth (Yamaha) Michael Layne (Husqvarna) Grant Baylor (Husqvarna)                           | 2. Kacy Martinez (KTM) Rebecca Sheets (KTM) Brandy Richards (KTM)                           |
| 2018 | 2. Ryan Sipes (Husqvarna) Taylor Robert (KTM) Steward Baylor (KTM) Zachary Bell (Husqvarna)                                                                         | 2. Joshua Toth (KTM) Ben Kelley (KTM) Grant Baylor (KTM)                                             | 2. Rebecca Sheets (KTM) Tarah Gieger (Honda) Brandy Richards (KTM)                          |
| 2019 | 1. Ryan Sipes (KTM) Kailub Russell (KTM) Taylor Robert (KTM) Steward Baylor (KTM)                                                                                   | 2. Joshua Toth (KTM) Ben Kelley (KTM) Grant Baylor (KTM)                                             | 1. Rebecca Sheets (KTM) Tarah Gieger (Honda) Brandy Richards (KTM)                          |
| 2021 | 3. Jonathan Girroir (GasGas) Taylor Robert (KTM) Layne Michael (Yamaha) Ryan Sipes (GasGas)                                                                         | 11. Cody Barnes (Honda) Dante Oliveira (KTM) Austin Walton (Husqvarna)                               | 1. Brandy Richards (KTM) Rachel Gutish (Husqvarna) Britney Gallegos (Husqvarna)             |
| 2022 | 5. Kailub Russell (KTM) Dante Oliveira (KTM) Layne Michael (Yamaha) Joshua Toth (KTM)                                                                               | 14. Mateo Oliveira (KTM) Cody Barnes (Honda) Austin Walton (Husqvarna)                               | 6. Brandy Richards (KTM) Rachel Gutish (GasGas) Korie Steede (KTM)                          |
| 2023 | 1. Taylor Robert (KTM) Johnny Girroir (KTM) Dante Oliveira (KTM) Cole Martinez (Honda)                                                                              | 2. Mateo Oliveira (KTM) Kai Aiello (Husqvarna) Grant Davis (KTM)                                     | 1. Brandy Richards (KTM) Korie Steede (KTM) Rachel Gutish (GasGas)                          |
| 2024 | 2. Jonathan Girroir (KTM 350 4T) Cody Barnes (Honda 250 4T) Dante Oliveira (KTM 350 4T) Joshua Toth (GasGas 350 4T)                                                 | 3. Mateo Oliveira (KTM 350 4T) Grant Davis (KTM 250 4T) Jason Tino (Husqvarna 250 4T)                | 1. Brandy Richards (KTM 250 4T) Rachel Gutish (Sherco 300 4T) Ava Silvestri (GasGas 250 4T) |